# Język rongga
Język rongga, także: rongga mbiwa, mbiwa – język austronezyjski używany w indonezyjskiej prowincji Małe Wyspy Sundajskie Wschodnie, na wyspie Flores. Posługuje się nim 5 tys. osób, mieszkańców kilku wsi w południowej części kabupatenu Manggarai Timur. Jego użytkownicy (grupa etniczna Rongga) zamieszkują miejscowości: Komba, Bamo, Tanarata, Watunggene.
Jest stosunkowo bliski językom ngadha i li’o, a jego dalszym krewnym jest język manggarai. Został zaliczony do zaproponowanej grupy języków centralnego Flores. W obliczu dominacji kulturowej Mangarajów bywa włączany w ramy języka manggarai. Był także klasyfikowany jako dialekt języka ngadha (używanego przez lud Ngada). Określenie „mbiwa” nawiązuje do charakterystycznej formy przeczenia, zgodnie z lokalnym zwyczajem nazywania języków.
Większość członków ludu Rongga posługuje się również innymi językami, takimi jak indonezyjski, manggarai czy wae rana. Inne lokalne grupy etniczne natomiast zwykle nie władają językiem rongga. Wynika to z sytuacji socjolingwistycznej, w której użytkownicy języka rongga tworzą małą grupę ludności.
Typologicznie jest językiem izolującym. Formy liczebników mają charakter mieszany. Występują w nim elementy kwinarnego (piątkowego) systemu liczbowego, które mogą być pozostałością po hipotetycznym papuaskim substracie językowym.
Jest pozbawiony ugruntowanej tradycji piśmienniczej. Do sporadycznego zapisywania tego języka stosuje się konwencje pisowni oparte na ortografii indonezyjskiej, pozbawione jednak standaryzacji. Dodatkowe dwuznaki – m.in. zh, dh i bh – służą do zapisu dźwięków niewystępujących w języku indonezyjskim.
Jest potencjalnie zagrożony wymarciem. Częściowo wypiera go język wae rana, zwłaszcza na pograniczu terytoriów Rongga i Waerana. W szkołach nauczany jest język manggarai. Dokumentacją języka rongga zajmował się balijski lingwista I Wayan Arka, który sporządził opis jego gramatyki (2016)  i słownik (2012) .